# Karim Bakry
Karim Bakry (Svezia, ...) è un artista egiziano.
Oggi vive e lavora a Il Cairo.

## Tematiche
Il suo background multiculturale rappresenta la primaria ispirazione per il suo lavoro.
Attraverso i suoi dipinti, le sue installazioni e le fotografia cerca di riflettere sul mix di industriale, biologico e scientifico che caratterizza la vita dell'uomo. La sua arte si muove dall'esplorazione delle caratteristiche più semplici, basiche, e biologiche dell'essere umano per arrivare a fattori esterni più moderni e complessi. Il suo obiettivo è quello di svelare il percorso evolutivo dell'essere umano tenendo conto delle implicazioni derivanti dal progresso tecnologico, e creare un'arte unica, da lui stesso definita bio-industriale.
Karim è un artista non convenzionale, bio-industriale, che crea una sua personale forma di vita, una nuova specie di opere che conciliano l'essere umano con quelli che sono i risultati scientifici più complessi che l'umanità ha raggiunto.

## Opere
- Coulorful Cairo, 2011: progetto fotografico realizzato con una macchina digitale. Nel processo di post produzione è stato aggiunto del colore con Photoshop. Le immagini stanno a rappresentare la rinascita del nuovo Egitto, dopo la rivoluzione del 25 gennaio, e cercano di riproporre il clima di sperenza e gloria che si poteva respirare nelle strade de Il Cairo.
- What's on Television, 2010: progetto fotografico astratto, scattato con una fotocamera digitale. Il tentativo è quello di catturare quello che generalmente si vede giorno per giorno sulle nostre TV. (EN) [1]
- Science & Industry, 2005: installazione di legno, plastica e carta che rappresenta un matrimonio simbolico tra scienza e industria.

## Attività

### Mostre
- 2011: Installazione fotografica presso la mostra collettiva “Autonomy I Andra Rum”, presso Angered Theater, Andra Stället Building, Gothenburg, Svezia.
- 2011: Installazione fotografica presso la mostra collettiva “Egyptian Revolution 25th January”  alla Dard 1718 Contemporary Art and Culture Center, Cairo, Egitto.
- 2010: Esposizione fotografica “What's onTelevision” presso Mashrabia Gallery of Contemporary Art, Cairo, Egitto.
- 2010: Esposizione fotografica presso Nile Bird Gallery, Cairo, Egitto.
- 2009: Esposizione fotografica in una mostra collettiva presso The Art Break Gallery, NewYork, U.S.A.
- 2008: Dipinti su fotografia presso Herafiyat Gallery, Cairo, Egitto.
- 2007: Mostra “Science and Industry” presso Mashrabia Gallery of Contemporary Art, Cairo, Egitto.
- 2005: Mostra personale science & industry pt.1 “Marriage” presso Mashrabia Gallery of Contemporary Art, Cairo, Egitto.
- 2003: Mostra personale pittorica, Cairo, Egitto.
- 2001: Partecipazione a mostra collettiva presso Le Marché Gallery, Cairo, Egitto.

### Residenze
Karim Bakry ha partecipato ad un programma di residenza di tre mesi presso Pro Helvetia, un Centro Culturale Svizzero a Il Cairo.

### Pubblicazioni
- 2010: Insight Magazine
- 2010: AL-Ahram Weekly News Paper
- 2010: Community Times Magazine
- 2010: AL-Jazeera  Magazine
- 2010: Egypt Today Magazine
- 2007: Time for art, Cairo Agenda Magazine
- 2007: Arts & Culture, Croc Guide
- 2005: Egypt Arts & Culture,The Daily Star, Herald Tribune News Paper
- 2005:Time For Art, Cairo Agenda Magazine
- 2005:  Arts & Culture Events, Croc Guide
- 2003: EL-Akhbar Egyptian News Paper